# Дзерженін
Дзерженін (пол. Dzierżenin) — село в Польщі, у гміні Покшивниця Пултуського повіту Мазовецького воєводства.
Населення — 376 осіб (2011).
У 1975-1998 роках село належало до Цехановського воєводства.

## Демографія
Демографічна структура станом на 31 березня 2011 року:
|          | Загалом | Допрацездатний вік | Працездатний вік | Постпрацездатний вік |
| -------- | ------- | ------------------ | ---------------- | -------------------- |
| Чоловіки | 190     | 40                 | 136              | 14                   |
| Жінки    | 186     | 31                 | 112              | 43                   |
| Разом    | 376     | 71                 | 248              | 57                   |